# Jian Yong
Jian Yong était un ministre chinois au service du seigneur de guerre Liu Bei lors de la fin de la dynastie Han en Chine antique. Agissant à titre d'émissaire ou de diplomate, il fut décrit comme un homme sans manières et impudent, doté cependant d'un bon sens de l’humour et qui vécut une vie paisible.

## Biographie
Venant de la même région que Liu Bei, il accompagna ce dernier depuis les premiers jours de la levée de son armée. Nommé gentilhomme de l’État-major lorsque Liu Bei arriva dans la province de Jing, il fut parfois envoyé dans des missions diplomatiques.
Peu après l’arrivée de Liu Bei dans la province de Yi, il gagna l’amitié de Liu Zhang et en l’an 214, il convainquit ce dernier de se soumettre. Il partagea d'ailleurs le même chariot que Liu Zhang lorsque celui-ci sortit de la ville pour offrir sa soumission. Par conséquent Jian Yong fut nommé « général qui brille dans la vertu ».
Une anecdote confirmant son sens de l'humour peut se lire ainsi dans le Sanguo Zhi :
Jadis, il y eut une sécheresse et toute fabrication d'alcool fut bannie dans le but d'économiser l'eau. Ceux qui en firent devaient être punis par la loi. Les officiers chargés de faire appliquer la loi découvrirent du matériel de brassage dans la maison d'un homme et voulurent l'accuser du même crime que celui qui fabrique l'alcool. Jian Yong se promena dans la ville avec Liu Bei et vit un homme et une femme marchant ensemble dans les rues. Jian Yong dit alors à Liu Bei :
« Cet homme s'apprêtre à commettre un viol ! Vous devriez le faire arrêter sur-le-champ ! »
Liu Bei lui demanda alors :
« Comment le savez-vous ? »
Ce à quoi lui répondit Jian Yong :
« Il possède le matériel pour le faire, comme l'homme qui voulut produire de l'alcool. »
Liu Bei éclata de rires et accorda pardon à l'homme qui possédait le matériel de brassage.

## Son personnage dans le roman
Le roman Histoire des Trois Royaumes écrit par Luo Guanzhong au XIVe siècle nous donne un peu plus de détails sur la vie de Jian Yong. Toutefois, comme le récit n'est pas basé uniquement sur des faits historiques, les informations supplémentaires concernant Jian Yong doivent être considérées comme hypothétiques.
La première mention de Jian Yong dans le récit se fait au chapitre 18. Décrit alors comme un secrétaire de Liu Bei, il se porte volontaire pour se rendre à la capitale afin de demander des renforts à Cao Cao pour contrer une attaque de Lü Bu sur Xiaopei. Cao Cao répond à l'appel en mobilisant son armée et Jian Yong l'accompagne. Durant ce conflit, Liu Bei confie la défense de la ville de Xuzhou à Jian Yong et Mi Zhu pendant qu'il garde les lignes de communication entre Lu Bu et Yuan Shu.
Plus tard au chapitre 22, lorsque Cao Cao part en guerre contre Liu Bei, Jian Yong est encore assigné à la défense de Xuzhou avec Sun Qian, Mi Zhu et Mi Fang. Cependant, incapable de défendre la ville, Jian Yong se sauve avec ses collègues et Chen Deng cède la ville à Cao Cao. À la suite de sa défaite, Liu Bei va trouver refuge au nord avec Yuan Shao et Jian Yong vient le rejoindre.
Puis au chapitre 28, alors que Liu Bei songe à quitter Yuan Shao, Jian Yong lui propose de demander à ce dernier une permission pour se rendre dans la province de Jing afin de former une alliance avec Liu Biao. Ainsi Liu Bei quitte Yuan Shao. Dans une ruse, Jian Yong fait ensuite douter Yuan Shao des intentions de Liu Bei et lui demande la permission de se rendre lui aussi dans la province de Jing afin d'entreprendre les pourparlers avec Liu Biao et du même coup, surveiller Liu Bei. Yuan Shao lui donne son accord et Jian Yong part rejoindre Liu Bei, qui établit son armée à Runan.
Lorsque Liu Bei entreprend son périple vers Jiangling avec ses milliers de partisans au chapitre 41, un puissant coup de vent souffle devant lui, faisant monter une colonne de poussière dans les airs, cachant le soleil. Devant ce signe de la nature Liu Bei se demande ce que cela signifie. Jian Yong, ayant quelques notions des lois du yin et du yang, s'empare de l'augure et dit anxieusement :
« Une grande malchance devrait s'abattre sur nous cette nuit, mon seigneur. Abandonnez ces gens à toute vitesse et partez. »
Devant le refus de son maître à sa proposition, Jian Yong poursuit :
« Si vous continuez à ce rythme, le désastre est imminent. »
La nuit en question, leur campement est la cible d'une attaque de Cao Cao qui mettra en fuite Liu Bei et ses partisans. Dans la mêlée, Jian Yong tente de secourir les deux femmes de Liu Bei, mais perd son cheval au combat et est secouru par Zhao Yun, qui l'envoi informer Liu Bei de la situation.
Jian Yong joue également un rôle mineur lors des événements entourant la bataille de la Falaise Rouge. Au chapitre 45, lorsque Liu Bei part à la rencontre de Zhou Yu, la garde de Exian lui est confié, puis au chapitre 49, il est chargé de la défense de Xiakou avec Sun Qian lorsque Zhou Yu lance l'assaut sur les forces de Cao Cao.
Accompagnant ensuite Zhuge Liang lors de son entrée dans la province de Yi, Jian Yong visitera par après Liu Zhang au chapitre 65, et le convaincra de se soumettre à Liu Bei. Cette rencontre, qui est mentionnée dans sa biographie officielle, est sa dernière apparition dans le roman.